# Mortuary (film, 2005)
Pour les articles homonymes, voir Mortuary.
Pour plus de détails, voir Fiche technique et Distribution.
Mortuary ou Cérémonie Mortelle au Québec est un film d'horreur américain réalisé par Tobe Hooper, sorti en 2005.

## Synopsis
La famille Doyle, dont le père vient de mourir, s'installe dans une nouvelle ville en Californie, où la mère reprend la morgue locale. Située à côté du cimetière, la nouvelle résidence n'inspire pas confiance aux enfants, de plus, de nombreuses légendes urbaines circulent sur la maison et ses anciens habitants. Rapidement, des choses étranges se passent dans la maison et dans le cimetière.

## Fiche technique
Sauf indication contraire, les informations mentionnées dans cette section peuvent être confirmées par la base de données cinématographiques IMDb,  présente dans la section « Liens externes ».
- Titre original et français : Mortuary
- Titre québécois : Cérémonie Mortelle
- Réalisation : Tobe Hooper
- Scénario : Jace Anderson et Adam Gierasch
- Musique : Joseph Conlan
- Photographie : Jaron Presant
- Montage : Andrew Cohen
- Producteurs : Tony DiDio, E.L. Katz, Peter Katz, Michael Rosenblatt, Alan Somers
- Sociétés de production : Echo Bridge Entertainment et D & K Screen Fund I
- Sociétés de distribution : La Fabrique de films (France), Echo Bridge Home Entertainment (États-Unis)
- Pays de production :  États-Unis
- Format : Couleurs - 1.78:1 - son Dolby Digital
- Genre : Film d'horreur, film de zombies
- Durée : 94 minutes
- Dates de sortie[2] :
  - États-Unis : 21 octobre 2005 (New York City Horror Film Festival)
  - États-Unis : 25 mars 2006 (1re diffusion TV)
  - France : 3 mai 2006
- Classification[3] :
  - États-Unis : R
  - France : interdit aux moins de 12 ans

## Distribution
- Dan Byrd (VF : Alexandre Nguyen) : Jonathan Doyle
- Denise Crosby : Leslie Doyle
- Stephanie Patton : Jamie Doyle
- Alexandra Adi (VF : Karl-Line Heller) : Liz
- Rocky Marquette (VF : Hervé Grull): Grady
- Courtney Peldon : Tina
- Bug Hall : Cal
- Lee Garlington : Rita
- Michael Shamus Wiles : le shérif Howell

## Autour du film
- Le tournage a lieu à Los Angeles[4]. Le coscénariste Adam Gierasch fait une petite apparition dans le rôle du cadavre de M. Barstow[5].
- Les scénaristes Adam Gierasch et Jace Anderson citent comme influences l’œuvre de H. P. Lovecraft, ainsi que l'univers gothique ou encore le film L'Invasion des profanateurs de sépultures de Don Siegel[5]. De son côte, Tobe Hooper a été attiré par le projet pour d'autres raisons :

« Ce sont les champignons et les moisissures qui m'ont donné l'idée de développer le projet. Lorsque j'ai choisi le décor, il y avait cette espèce de montagne un peu verdâtre derrière la maison des pompes funèbres. On a déblayé énormément de boue, de graviers, peut être 50 ou 100 tonnes. Quand je suis revenu, la maison semblait se noyer sous les sables mouvants. C'est à partir de ces sables mouvants et aussi des moisissures que j'ai commencé à développer le scénario, le pitch du film. C'est probablement une métaphore de ce qui est en train de se passer aujourd'hui aux États-Unis. »

- Le film reçoit des critiques très négatives. Il n'est même pas noté par l'agrégateur américain Rotten Tomatoes[6].
- En France, le film obtient une note moyenne de 2,3⁄5 sur le site AlloCiné, qui recense 24 titres de presse[7].
- Le film ne connait qu'une sortie limitée dans les salles. Il ne récolte que 894 722 $[8].